# Eucereon lineata
Eucereon lineata är en fjärilsart som beskrevs av Paul Dognin 1889. Eucereon lineata ingår i släktet Eucereon och familjen björnspinnare. Inga underarter finns listade i Catalogue of Life.